# Play It Loud
Play It Loud – drugi album angielskiego zespołu rockowego Slade (pierwszy wydany pod tą nazwą, gdyż wcześniej grupa była znana jako The 'N Betweens oraz Ambrose Slade), wydany 28 listopada 1970 roku.
Album ten nie wszedł na listy przebojów. Nie dotarł także do szerokiego grona odbiorców, co było skutkiem małej promocji i reklamy oraz brakiem „hitu” wydanego jako singel. Przez niektórych uważany jest za zapowiedź punk rocka, który szerzej pojawił się w Wielkiej Brytanii dopiero 7 lat później.
W okresie wydawania albumu zespół za namową Chasa Chandlera, który był ich menadżerem, stylizował się na skinheadów (ogolone głowy).
Play It Loud został zremasterowany w 2006 roku i wydany razem z albumem Beginnings (wcześniej wydanym pod nazwą Ambrose Slade) na jednej płycie. Utworami bonusowymi były single Wild Winds Are Blowing i Get Down and Get With It.

## Lista utworów
| 1.  | „Raven” (Holder/Lea/Powell)                 | 2:37  |
|     |                                             |       |
| 2.  | „See Us Here” (Holder/Lea/Powell)           | 3:12  |
|     |                                             |       |
| 3.  | „Dapple Rose” (Lea/Powell)                  | 3:31  |
|     |                                             |       |
| 4.  | „Could I” (Griffin/Royer)                   | 2:45  |
|     |                                             |       |
| 5.  | „One Way Hotel” (Holder/Lea/Powell)         | 2:40  |
|     |                                             |       |
| 6.  | „Shape of Things to Come” (Mann/Weil)       | 2:18  |
|     |                                             |       |
| 7.  | „Know Who You Are” (Holder/Lea/Hill/Powell) | 2:54  |
|     |                                             |       |
| 8.  | „I Remember” (Holder/Lea/Hill/Powell)       | 2:56  |
|     |                                             |       |
| 9.  | „Pouk Hill” (Holder/Lea/Powell)             | 2:24  |
|     |                                             |       |
| 10. | „Angelina” (Innes)                          | 2:50  |
|     |                                             |       |
| 11. | „Dirty Joker” (Lea/Powell)                  | 3:27  |
|     |                                             |       |
| 12. | „Sweet Box” (Lea/Powell)                    | 3:25  |
|     |                                             |       |
|     |                                             | 34:59 |
|     |                                             |       |

### Wydanie francuskie i niemieckie
1. „Coz I Luv You”
2. „Raven”
3. „Could I”
4. „I Remember”
5. „One Way Hotel”
6. „Know Who You Are”
7. „Get Down And Get With It”
8. „Angelina”
9. „Pouk Hill”
10. „Dirty Joker”
11. „See Us Here”
12. „Sweet Box”

## Skład

### Slade
- Noddy Holder – wokal, gitara rytmiczna
- Dave Hill – gitara prowadząca
- Jim Lea – gitara basowa, skrzypce
- Don Powell – perkusja

### Produkcja
- Chas Chandler – produkcja
- George Chkiantz – inżynier
- Anton Mathews – mix
- Gered Mankowitz – fotgraf
- Hamish i Gustav – design